# 诸侯联盟

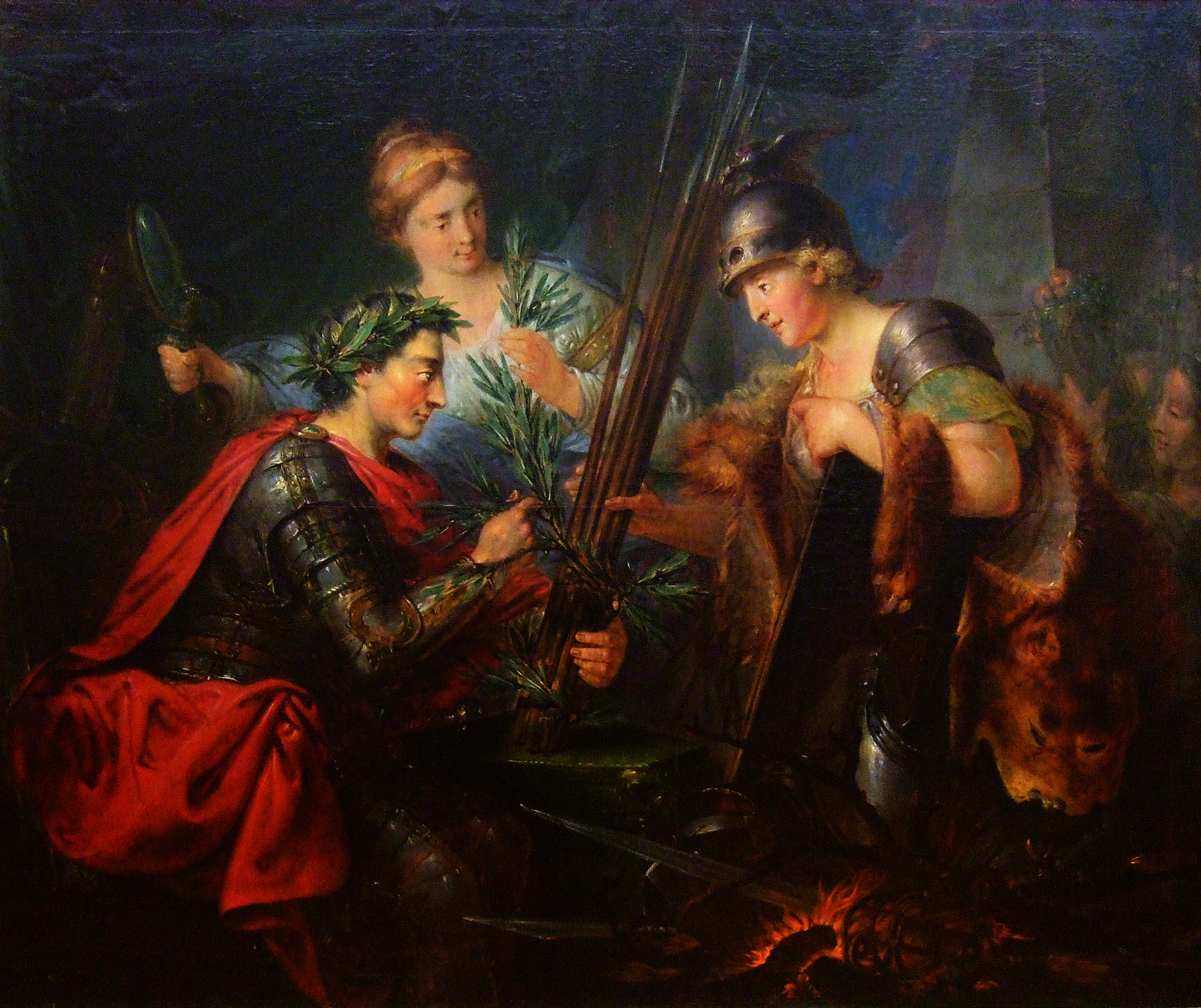
腓特烈二世組織诸侯联盟，1786年的形象畫作

德意志诸侯联盟（德語：Deutsche Fürstenbund）是由普魯士腓特烈二世領導的1785年成立的神聖羅馬帝國中主要由新教諸侯組成的聯盟。該聯盟最初由普魯士、漢諾威和薩克森三大北部王國組成，是為了捍衛帝國的憲法完整和領土現狀而正式成立的，但更直接地是為了反對神圣罗马帝国皇帝約瑟夫二世的企圖將巴伐利亞併入哈布斯堡君主國的意願。
約瑟夫二世在1780年母親瑪麗亞·特蕾莎死後成為哈布斯堡王朝的唯一統治者，其後不久便恢復了古老的野心，並與普法爾茨和巴伐利亞的選帝侯卡爾·特奧多爾，目的是將奧地利所轄的南尼德蘭同巴伐利亞交換。如果該計劃得以實現，那麼哈布斯堡王朝將用一個大型的德語區來擴大其核心領域，同時擺脫不易控制遙遠的省份，這些省份被證明無論何時奧地利都很難保衛，並將付出高昂的代價與法國抗衡。對於卡爾·特奧多爾而言，他對這筆交易的興趣主要是聲望，因為他設想自己將成為重建的勃艮第公國的統治者，並可能擁有國王的頭銜，這個新的勃艮第公國將由尼德蘭南部加上他所管轄的中萊茵河上萊茵組成。
對於雄心勃勃的腓特烈二世（他將自己視為德國的最高君主）和漢諾威和薩克森選帝侯來說，這一事件都是令人不快的，漢諾威和薩克森的選帝侯對預計的領土交換所具有的深遠的政治和戰略影響感到不安。當他們通過創建德意志聯邦公開宣布反對後，包括布倫瑞克-沃爾芬比特爾，薩克森-哥達，薩克森-魏瑪，梅克倫堡，巴登和勃蘭登堡-安斯巴赫在內的新教國家的統治者很快加入了他們的行列。另一選帝侯美因茨大主教最終給予了支持，這主要是因為卡爾·特奧多爾和約瑟夫二世也對薩爾茨堡大主教的世俗化進行了仔細的考慮，薩爾茨堡的大主教在巴伐利亞和奧地利之間陷入了兩難之境。
約瑟夫二世由於反對他的計劃的突然性和力量而感到吃驚，並且由於其他事務後中止了他的計劃。在實現其真正目標之後，诸侯联盟逐漸瓦解，並在1789年法國大革命爆發和第二年約瑟夫二世去世後徹底終結。

## 另見
- 施馬爾卡爾登聯盟
- 新教聯盟
- 天主教聯盟
- 神聖同盟
- 四王聯盟